# Порез у Византији
Пореске обавезе у Византијском царству утврђене су реформама цара Диоклецијана. 

## Историја
Диоклецијан је због реформе војске морао спровести и пореске реформе. Он је у том циљу извршио низ реформи. Новац је у том периоду изгубио своју вредност те је било потребно увести нови порез. У претходном периоду становништво појединих области је морало да држави доставља одређене намирнице за издржавање града Рима, војске и чиновништва. Тај порез називао се анона и сакупљан је нередовно. Од Диоклецијана, анона је порез у натуралном облику који се редовно убира од становништва. Пореска јединица одређивана је према количини обрадиве земље (иугум — запрега) коју може обрадити један човек (капут — глава) да би имао средства за живот. Анона је постала главни извор државних прихода. Цео њен терет је, међутим, падао на сеоско становништво. С обзиром на несташицу радне снаге која је владала у Царству, Диоклецијан је настојао да капут што чвршће веже за иугум. Систем капут-иугум довео је до тога да широки слојеви сеоског становништва изгубе слободу кретања. Градско становништво које није поседовало земљу није плаћало анону и због тога се налазило у подређеном положају. Међутим, од доба Константина Великог трговци и занатлије оптерећени су плаћањем пореза у злату. Италија је од Диоклецијановог времена плаћала порез као и све остале провинције. Крајем 3. века је, због недостатка радне снаге у пољопривреди, систем епиболе проширен из Египта и на остале делове Царства. Земљишта инсолвентних поседника су одузимана и додељивана онима који су могли плаћати порез (углавном велепоседницима). Касније ће из система епиболе проистећи алиленгион кога уводи цар Нићифор I (802—811) почетком 9. века. Константин је увео плаћање пореза у злату (хрисаргион). Овај порез плаћали су трговци и занатлије тј. они који нису обрађивали земљиште како би могли плаћати анону. Овај порез укинуо је цар Анастасије I (491—518). Такође, Анастасије је укинуо плаћање пореза у натури. Анона се такође наплаћивала у новцу.